# Митрофан (Друцький-Соколинський)
Митрофа́н Дру́цький-Соколи́нський гербу Друцьк (світське ім'я Миколай Друцький-Соколинський, пол. Metrofan Mikołaj Sokoliński-Drucki herbu Druck; 1616, Велике князівство Литовське ― 1690) ― князь, василіянин, титулярний архієпископ Смоленський Руської унійної церкви, архимандрит Браславський, Онуфрейський, Гродненський і Мстиславський (Пустинський).

## Життєпис

### Навчання і діяльність
Походив з княжого роду Друцьких-Соколинських гербу Друцьк, однієї з гілок князів Друцьких, що були (Гедиміновичами). Був сином полоцького підвоєводи князя Ярослава Друцького-Соколинського і Маріанни Обринської, яка походила з родини кальвіністів. Один із братів Друцького-Соколинського— князь Ян, був смоленським каноніком, пізніше віленським, а сестра княжна Гелена, в чернецтві Євфросинія — ігуменею полоцьких василіянок. Друцький-Соколинський мав родинні зв'язки з Колендами і Селявами, з яких походили Київські унійні митрополити.
Після вступу до Василіянського Чину і складення вічних обітів, Друцький-Соколинський був висланий на навчання до Єзуїтської колегії в Браунсберзі (студіював граматику в 1635―1636 роках). 30 серпня 1647 став Браславським архимандритом.

### В московській неволі

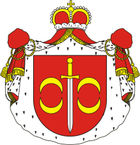
Герб Друцьк

Під час московського вторгнення у Велике князівство Литовське в 1654 році, Друцький-Соколинський потрапив у полон, проте йому вдалося звідти втекти. Його брат князь Юрій, схоплений у Смоленську, прийняв московське підданство і перейшов на православ'я, змінивши ім'я на Атанасій (рос. Афанасий). Пізніше холмський єпископ Яків Суша оскаржував Друцького-Соколинського, що той теж ніби-то прийняв православ'я. Боронив його тогочасний полоцький архієпископ Кипріян Жоховський, але остаточно його вірність Унії підтвердив апостольський нунцій Анджело Марія Рануцці.
По повороті з московської неволі Друцький-Соколинський перебував деякий час при дворі митрополита Гавриїла Коленди. За сприяння Коленди він отримав у 1671 році номінацію на смоленську унійну архієпархію.

### Контроверза з єпископською хіротонією
Обряд єпископської хіротонії мав відбутися в Новогрудку в митрополичій резиденції 16 травня 1671 року. Головному святителеві митрополиту Гавриїлу Коленді мали співслужити двоє єпископів: пінський Маркіян Білозор і володимирський Венедикт Глинський. Обоє, одначе, знову закидали Друцькому-Соколинському, що будучи в московському полоні, він перейшов на православ'я. За розпорядженням митрополита співсвятителі (Білозор і Глинський), як це пізніше описали, отримали «замість пасторалів мітли для чищення печей», і коли під час Літургії піднесли питання відходу Друцького-Соколинського від Унії, розгніваний Коленда перервав богослужіння і вигнав їх з церкви «образливими і згіршуючими словами». Іншу версію представив митрополит, згідно з якою обидва єпископи образилися, коли в часі церемонії їх посадили після єпископа-суфрагана Кипріяна Жоховського. Наступного дня єпископи відмовилися від участі в свяченнях, у відповідь на що, Друцький-Соколинський вніс проти них позов до гродського суду, а митрополит їх екскомунікував і остаточно уділив Друцькому-Соколинському та Іванові Малаховському єпископських свячень у співслужінні двох інших єпископів — унійного Кипріяна Жоховського та римо-католицького Миколая Слупського, у Вільні 21 червня того ж року.

### Архієпископ Смоленський
Оскільки після Андрусівського перемир'я (1667) майже вся смоленська архієпархія дісталася Москві, а її єпархи, позбавлені архієпископських добр, отримали для забезпечення різні архимандрії. Друцький-Соколинський 1671 року отримав Онуфрейську архимандрію, в 1675 році ― Гродненську, а перед 1684 роком також Пустинську (Мстиславське воєводство). Архимандрію в Гродно він віддав у оренду родичеві Флоріанові Друцькому-Соколинському. Погане управління і судові процеси дуже знищили її майно.
В 1679 році підтримував реформу василіян і їхні нові чернечі конституції. В 1683 році вже був на стороні митрополита Жоховського в справі його претензій про зверхність над Василіянським Чином. В листі до папи Інокентія XI від 12 серпня 1679 року висловив надію на церковну унію з московським православ'ям. В січні 1680 прибув до Любліна на унійно-православний колоквіум, наради якого так і не відбулися й були перенесені на інший термін. В 1686 році брав участь у василіянській капітулі в Новогрудку.
Точна дата смерті Митрофана Друцького-Соколинського невідома, а загальноприйнята дата ― 1690 рік. Похований у парафіяльній церкві в Камені.